# Hariharananda

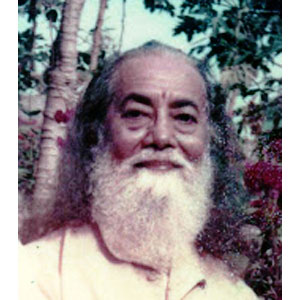
Hariharananda

Swami Paramahamsa Hariharananda Giri (bengali হরিহরানন্দ গিরী, Hariharānanda Girī; * 27. Mai 1907 in Habibpur, Distrikt Nadia, Bengalen, Indien; † 3. Dezember 2002; bürgerlicher Name: Rabindranath Bhattacharya) war Mönch (Swami) des hinduistischen Giri Ordens und wurde im Westen vor allem als Lehrer für Kriya Yoga bekannt.

## Leben
Rabindranath Bhattacharya legte bereits mit 12 Jahren das Zölibatsgelübde ab. Ein Jahr danach folgte die Einweisung in den Jnana Yoga. Im Alter von 25 Jahren wurde er von Yukteswar Giri, der im Westen durch Paramahamsa Yoganandas Autobiographie eines Yogi bekannt wurde, in den Kriya Yoga eingeweiht. Weitere Einweihungen erhielt Hariharananda von Yogananda, Bhupendranath Sanyal Mahasaya und Swami Satyananda Giri.
Nach Einschätzung seiner Anhänger habe Paramahamsa Hariharananda die höchste Stufe des Nirvikalpa-Samadhi, den pulslosen und atemlosen Zustand, erreicht. Dies sei von westlichen Medizinern bestätigt worden. Während Yogananda den Kriya Yoga an den Westen angepasst habe, lehrte Hariharananda die in Indien ursprüngliche Technik, die von Swami Sri Yukteswar Giri gelehrt wurde. Nachdem er den größten Teil seines Lebens Lehrreisen um die Welt unternommen hatte, ließ Hariharananda sich in seinen letzten Lebensjahren in Florida nieder. Einige indische Swamis setzen sein Werk fort.
Nach Hariharanandas Mahasamadhi gilt Swami Paramahamsa Prajnanananda Giri als sein Nachfolger. Prajnanananda publizierte ebenfalls etliche Bücher (s. u.).
Kriya Yoga Zentren gibt es beispielsweise in Florida (USA), Tattendorf (Österreich), Sterksel (Holland), und Puri (Indien).